# William Cutolo
William Cutolo, pseudonimo di Guglielmo Cutolo, detto Billy Fingers o Wild Bill (Potenza, 6 giugno 1949 – New York, 26 maggio 1999), è stato un mafioso italiano naturalizzato statunitense, appartenente alla famiglia Colombo di New York. Durante la sua carriera raggiunse il rango di sottocapo e fu profondamente coinvolto in attività di racket sindacale. Cutolo ebbe un ruolo di primo piano nella guerra interna alla famiglia Colombo, combattuta tra il 1991 e il 1993.

## Biografia
William Cutolo, battezzato con il nome di Guglielmo Cutolo, nacque a Potenza, in Basilicata, e crebbe nel quartiere di Brooklyn, a New York. Era fratello di Gertrude, Barbara e Geraldine Cutolo. Dal suo primo matrimonio con Margurite Butera ebbe tre figlie e un figlio, William Jr. Nel 1990, dalla relazione con la sua seconda moglie, Bette Anne Fox di Brooklyn, nacque la terza figlia, Dana. Seguendo le orme paterne, William Jr. intraprese la strada della vita criminale, specializzandosi nel gioco d'azzardo illegale e nell'usura, finendo poi condannato per estorsione e racket.
Nonostante il suo coinvolgimento in varie attività criminali, Cutolo partecipava attivamente ad eventi benefici. Fu presidente della raccolta fondi e membro del consiglio della National Leukemia Research Association di Garden City, New York,  e presiedette il comitato consultivo medico di "Team Leukemia". Collaborò inoltre con la Leukemia and Lymphoma Society di Rye Brook. Nel corso degli anni, aiutò a raccogliere circa 400.000 dollari a favore del sindacato denominato International Brotherhood of Electrical Workers, Sezione Locale 204 e di altre sezioni locali. Nel 1988 fu insignito del titolo di "Uomo dell'Anno" dalla National Leukemia Association. Ogni anno finanziava le feste natalizie per la National Children's Leukemia Association di Borough Park, Brooklyn, travestendosi da Babbo Natale, mentre suo figlio distribuiva doni ai bambini malati.

## Carriera criminale

### I primi anni
Durante la fine degli anni ’80, Cutolo scalò rapidamente le gerarchie della famiglia criminale Colombo sotto la guida del boss ad interim Victor Orena. Inizialmente soldato nella squadra del capitano Pasquale Amato, si affermò presto come uno dei capi più influenti, grazie alla sua abilità nel generare profitti e nel comandare una squadra di sicari, tra cui Joseph Petillo, Dominick Dionisio, Michael Spataro, Ralph Guccione, Vincent "Chickie" DeMartino, Michael Donato e suo figlio William Jr. Gli venne affibbiato il soprannome "Billy Fingers" a causa della perdita di un dito e della mutilazione di un altro in un incidente mentre lavorava in una paninoteca. Nel 1989 guadagnò anche il soprannome "Wild Bill" dopo aver aggredito un uomo con una mazza da baseball. Amava indossare stivali da cowboy e spesso sfoggiava un grande cappello texano marrone. Il suo quartier generale era il Bill's Friendly Bocce Social Club nella zona di Bath Beach, a Brooklyn. Cutolo fu anche il testimone di nozze di John "Jackie" DeRoss, colui che in seguito avrebbe preso parte al suo omicidio.
Ambizioso e spietato sia nelle trattative sia con i suoi sottoposti, Cutolo non fece mai mistero del suo desiderio di diventare il boss della famiglia Colombo.

### Racket sindacale
Negli anni ’80, William Cutolo divenne presidente e rappresentante sindacale della sezione 861 del sindacato Teamsters a New York. Tuttavia, nel 1990, si dimise improvvisamente, proprio il giorno prima che il sindacato pianificasse la sua espulsione a causa dei suoi legami con la criminalità organizzata.
Cutolo estese la sua influenza anche al District Council 37 (DC 37), una sezione della American Federation of State, County, and Municipal Employees (AFSCME). Insieme al suo stretto alleato, il mafioso Thomas DiNardo, utilizzò il consiglio per favorire assunzioni di affiliati alla famiglia Colombo e per indirizzare fondi e appalti verso fornitori e resort controllati dalla cosca. Per mantenere il controllo, Cutolo non esitava a ricorrere all'intimidazione: nel 1990, inviò alcuni scagnozzi a pestare Vincent Parisi, un anziano capo di un sindacato di operai edili malato di cancro, che pochi giorni prima aveva osato insultarlo e lanciargli una pallina di carta in faccia durante una riunione.
Nel 1998, la stampa newyorkese mise in luce sospetti collegamenti tra il Council 37 e la National Leukemia Research Foundation, l’organizzazione benefica prediletta da Cutolo. Gli investigatori si interrogarono sulla reale destinazione delle donazioni in denaro raccolte dai funzionari sindacali, ipotizzando che i fondi non arrivassero effettivamente alla fondazione.
Negli anni ’90, Cutolo assunse anche il ruolo di vicepresidente della nuova Sezione Locale 400 dell’Industrial & Production Workers Union, un sindacato dei lavoratori municipali. Fu successivamente accusato di aver sfruttato il nome del sindacato per ricevere denaro da aziende desiderose di evitare l'interferenza dei veri organizzatori sindacali.

### Attività imprenditoriale
William Cutolo estorse denaro anche a diverse imprese, tra cui l’Embassy Terrace, un'azienda di catering di Brooklyn in gravi difficoltà economiche. Quando i proprietari si rivolsero a lui in cerca di aiuto finanziario, Cutolo approfittò della situazione: in cambio del suo investimento, assunse il controllo dell’attività. Oltre a ciò, possedeva o controllava vari ristoranti e locali notturni sia a New York che a Miami, in Florida.
Nel 1998, secondo quanto riferito, Cutolo e il mafioso Vincent "Vinny Ocean" Palermo strinsero una collaborazione con la multinazionale tedesca Siemens AG, celandosi dietro investitori di facciata, per partecipare a un affare relativo alla telefonia mobile in Russia.

## La guerra dei Colombo
Nel 1991, William Cutolo si trovò coinvolto in una sanguinosa guerra interna per il controllo della famiglia criminale Colombo. Il boss ad interim Victor Orena aveva sfidato l'autorità di Carmine Persico, ancora detenuto, criticandone la decisione di nominare il figlio Alphonse Persico come capo ad interim. Cutolo fu uno dei più fedeli sostenitori di Orena.
La violenza esplose il 21 giugno 1991, quando il clan Persico tentò senza successo di assassinare Orena. Il 18 novembre dello stesso anno, in risposta a questo attacco, Cutolo organizzò un agguato contro Gregory Scarpa, un fedelissimo dei Persico, mentre viaggiava in auto con la figlia e la nipotina; Scarpa e la sua famiglia riuscirono tuttavia a salvarsi. Cinque giorni dopo, Cutolo guidò un commando che assassinò Henry Smurra, un altro lealista dei Persico, davanti a una pasticceria di Brooklyn. In un altro episodio, mentre si allontanava da un circolo sociale a Sheepshead Bay, Brooklyn, Cutolo incrociò Joel Cacace, anch'egli fedele ai Persico: i due si scambiarono colpi d’arma da fuoco per strada e Cacace rimase ferito.
Con l’arresto di Orena nel 1992, il conflitto si concluse nell'ottobre 1993 con la vittoria della fazione Persico, dopo l’uccisione del capitano Joseph Scopo. Gli investigatori attribuirono a Cutolo la responsabilità diretta di tre dei dodici omicidi avvenuti durante la guerra. Come punizione per il suo schieramento con Orena, Carmine Persico lo degradò temporaneamente da caporegime a semplice soldato. Inoltre, Persico era furioso con Cutolo per averlo definito "una spia" dopo che, durante il Processo alla Commissione mafiosa del 1985, Persico aveva ammesso l’esistenza di Cosa Nostra.
Nonostante la retrocessione, Cutolo sembrava aver riconciliato i rapporti con Persico dopo la fine della guerra, almeno in apparenza. Tuttavia, il conflitto aveva devastato la famiglia Colombo, e la Commissione mafiosa vietò l’affiliazione di nuovi membri fino a quando non fosse stato raggiunto un accordo di pace tra le fazioni rivali.
All’inizio del 1993, Cutolo e sei membri della sua squadra furono arrestati con l’accusa di racket e omicidio legati alla guerra dei Colombo e trattenuti senza possibilità di cauzione. Nel settembre 1994 vennero processati, ma tutti furono assolti. La causa principale dell’assoluzione fu la rivelazione che Gregory Scarpa, uno dei principali testimoni, era stato per anni un informatore dell'FBI.

## Morte

### Omicidio
All'inizio del 1999, dopo il rilascio dal carcere di Alphonse Persico, Carmine Persico cercò di rafforzare la tregua interna promuovendo William Cutolo al ruolo di sottocapo della famiglia Colombo. Tuttavia, la situazione cambiò rapidamente: Alphonse Persico fu condannato e incarcerato in Florida per possesso illegale di armi. Temendo che Cutolo approfittasse della sua assenza per prendere il controllo della famiglia, i Persico e il loro alleato John "Jackie" DeRoss decisero di eliminarlo.
Il 26 maggio 1999, Alphonse Persico convocò Cutolo a un incontro. Il suo meccanico lo accompagnò e lo lasciò in un parco di Bay Ridge, Brooklyn, dove doveva avvenire il colloquio. Una volta arrivato, Cutolo fu presumibilmente rapito da Thomas Gioeli, Dino Saracino e Dino Calabro, che lo condussero nel seminterrato della casa di Saracino, dove venne assassinato. Successivamente, Gioeli avrebbe sepolto il corpo di Cutolo in un parco industriale a Farmingdale, New York. Anni dopo, il capitano della famiglia Gambino, Michael "Mikey Scars" DiLeonardo, testimoniò che, giunto a quell'incontro, Alphonse Persico e DeRoss gli dissero che Cutolo "non c'era più".
Il giorno successivo all’omicidio, DeRoss si introdusse senza successo nell’ufficio di Cutolo a Staten Island per recuperare i registri delle attività di usura e una presunta somma di 1,5 milioni di dollari nascosta in una bocchetta della stufa. Durante quella visita e nelle successive, DeRoss minacciò la famiglia Cutolo, intimando loro di non rilasciare dichiarazioni alla polizia che potessero collegare i Persico o la famiglia Colombo all’omicidio. Dopo la morte di Cutolo, DeRoss fu promosso nuovo sottocapo.
Nel 2001, i familiari di Cutolo entrarono ufficialmente nel Programma Protezione Testimoni. Tuttavia, William Cutolo Jr. ne venne espulso nel 2006 a seguito di una condanna per estorsione.
Nel 2002, durante un'udienza presso il Tribunale Successorio, un giudice dichiarò ufficialmente William Cutolo morto in contumacia.

### Processi e condanne
Nel 2004, Alphonse Persico e John "Jackie" DeRoss furono incriminati con l'accusa di aver cospirato per assassinare William Cutolo. Tuttavia, il 4 novembre 2004, il primo processo si concluse con un nulla di fatto: la giuria non riuscì a raggiungere un verdetto a causa delle prove puramente circostanziali e dell'assenza del corpo della vittima.
Il 7 novembre 2007 iniziò il secondo processo. Questa volta, il 28 dicembre 2007, Persico e DeRoss furono riconosciuti colpevoli dell'omicidio di Cutolo. In questo secondo dibattimento, l'accusa poté contare su nuove prove decisive, tra cui registrazioni segrete effettuate da William Cutolo Jr. per conto dell'FBI e la testimonianza determinante di Peggy Cutolo, vedova di William Sr.
Nel dicembre 2008, anche Thomas Gioeli, Dino Saracino e Dino Calabro furono formalmente accusati di essere coinvolti nell'assassinio di Cutolo.
Il 27 febbraio 2009, Persico e DeRoss furono condannati all'ergastolo per l'omicidio di William Cutolo.

### Il ritrovamento del corpo
Nell'ottobre 2008, grazie alle informazioni fornite da un informatore, gli agenti federali iniziarono a perlustrare un terreno a East Farmingdale, New York. Durante la ricerca, venne ritrovato il corpo di un uomo avvolto in un telone blu, che indossava mocassini italiani. Successivi esami odontoiatrici forensi confermarono che si trattava di William Cutolo.
Nello stesso anno, a nove anni dal suo omicidio, i resti di Cutolo furono sepolti presso il Cemetery of the Resurrection, a Staten Island.